# Kloster Mihai Vodă

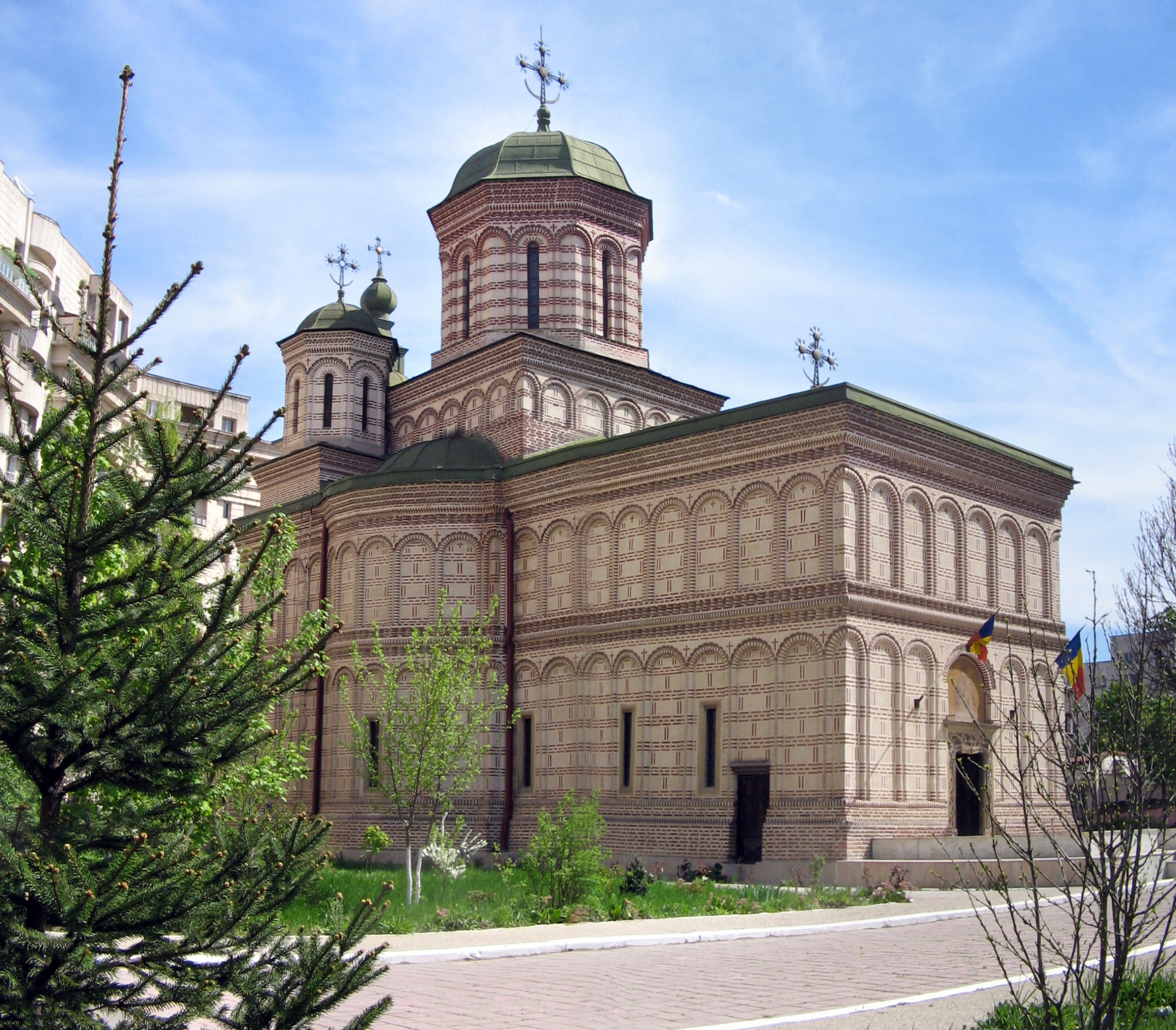
Erhaltenes Kirchengebäude des Klosters

Das Kloster Mihai Vodă (deutsch Kloster des Fürsten Michael) wurde 1591 von Mihai Viteazul in Bukarest gegründet. Die erhaltene Kirche des Klosters, dem hl. Hierarchen Nikolaus geweiht, ist eines der ältesten Gebäude in Bukarest. Die Klostergebäude dienten im Laufe der Zeit verschiedenen Zwecken, z. B. als Residenz der Staatsoberhäupter, als Militärkrankenhaus, als medizinische Schule und als Sitz des Nationalarchivs von Rumänien. Das Kloster war eine wichtige archäologische Stätte; im Klosterhof befand sich eine mehr als 3000 Jahre alte dakische Ausgrabungsstätte, in der alte Töpferwaren und andere Relikte gefunden wurden. Das Gebäude wurde im Zuge des Baus des „Haus des Volkes“ (Casa Poporului) unter Ceaușescu 1985 versetzt.

## Geschichte
Das Mihai-Vodă-Kloster wurde 1591 vom rumänischen Nationalhelden Mihai Viteazul aufgrund eines Gelübdes errichtet und war nach seiner Fertigstellung 1594 von Steinmauern umgeben, die einer Festung ähnelten.

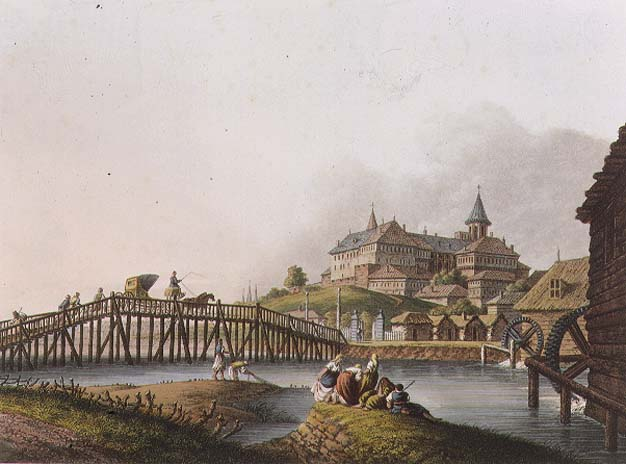
Die Wassermühlen an der Dâmbovița mit Dealul Spirii und dem Kloster Mihai Vodă im Hintergrund (1837)

Im Jahr 1813 war das Kloster Mihai Vodă „eines der größten Klöster Rumäniens“. Zwischen 1908 und 1909 überwachte Cristofi Cerchez, Leiter der Architekturabteilung des Ministeriums für religiöse Angelegenheiten, die Arbeiten am Nationalarchiv im Kloster.

Zur Zeit des kommunistischen Regimes unter Nicolae Ceaușescu sollte das Kloster abgerissen werden. Nach internationalen Protesten wurde das Kirchengebäude im Jahr 1985 auf Schienen 285 Meter nach Osten verschoben und an seinem heutigen Standort in der Sapienței-Straße, neben der Straße Splaiul Independenței und dem Izvor-Park, platziert. Damit sollte Platz für ein gigantisches zentrales Gebäude im Stadtzentrum geschaffen werden, den heutigen Parlamentspalast.

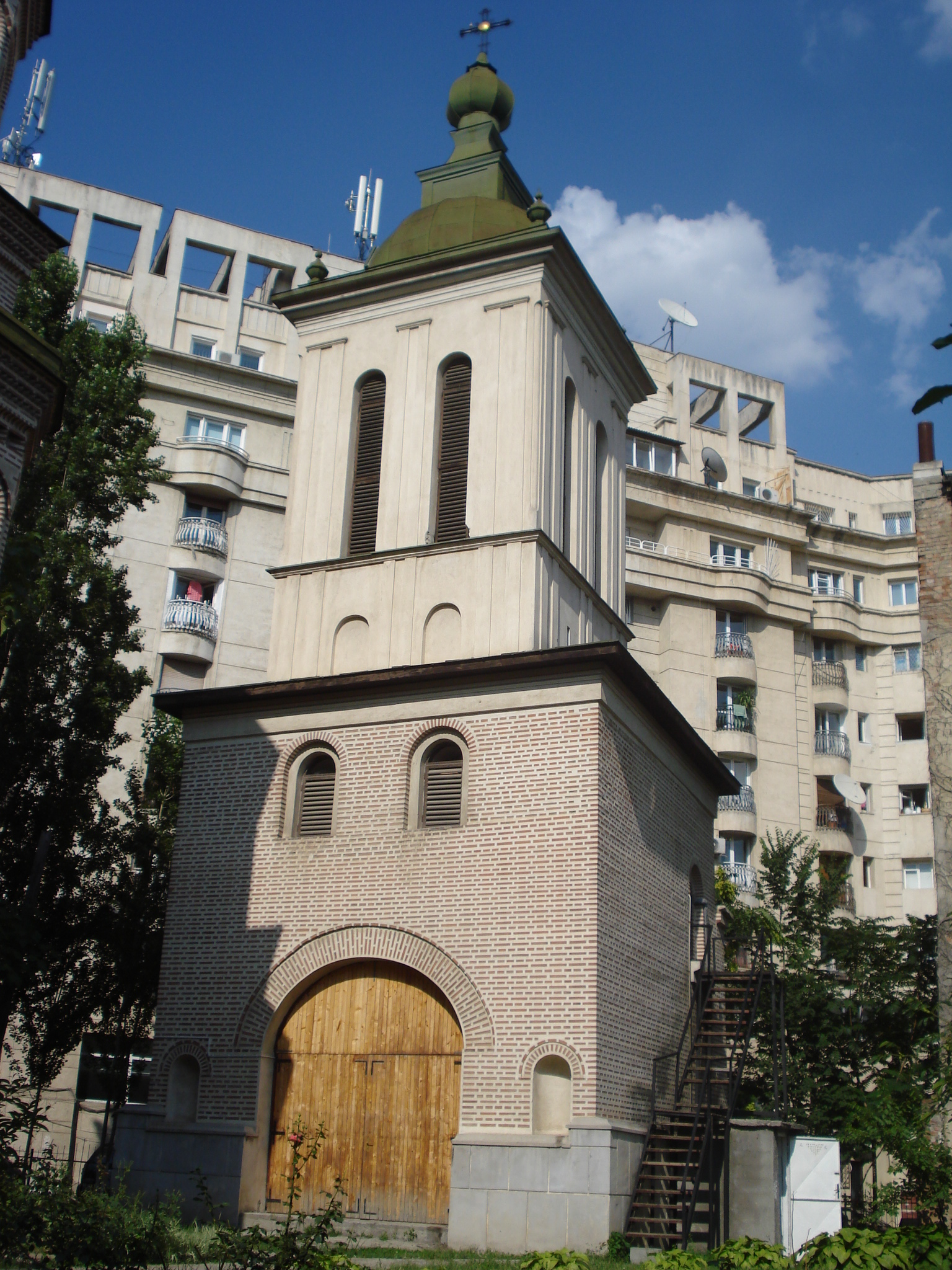
Glockenturm

Der Klosterkomplex umfasst heute die Kirche des hl. Hierarchen Nikolaus, eine Kapelle, einen Glockenturm sowie neu erbaute Wohn- und Wirtschaftsgebäude. Die ebenfalls aus der Erbauungszeit der Klosteranlage stammenden Kloster- und Nebengebäude am alten Platz wurden abgerissen. 1994 wurde die Kirche Mihai Vodă für die Gläubigen wiedereröffnet.
Das Kloster Mihai Vodă wurde in die Liste der historischen Denkmäler Rumäniens aufgenommen und unter dem Code B-II-a-A-19644 klassifiziert.